# (100882) 1998 HK101
(100882) 1998 HK101 es un asteroide perteneciente al cinturón de asteroides, región del sistema solar que se encuentra entre las órbitas de Marte y Júpiter, descubierto el 21 de abril de 1998 por el equipo del Lincoln Near-Earth Asteroid Research desde el Laboratorio Lincoln, Socorro, Nuevo México, Estados Unidos.

## Designación y nombre
Designado provisionalmente como 1998 HK101. 

## Características orbitales
1998 HK101 está situado a una distancia media del Sol de 2,340 ua, pudiendo alejarse hasta 2,658 ua y acercarse hasta 2,022 ua. Su excentricidad es 0,135 y la inclinación orbital 3,197 grados. Emplea 1307,97 días en completar una órbita alrededor del Sol.

## Características físicas
La magnitud absoluta de 1998 HK101 es 16,9. 